# OGLE-2005-BLG-390L
OGLE-2005-BLG-390L（OGLE-05-390L）是位於天蝎座的一顆恆星，距離地球21,500 ± 3300光年（6600 ± 1000 pc）。該恆星很有可能是一顆屬於M型光譜的紅矮星，其質量約為太陽的0.22 ± 0.1倍。
在波蘭的OGLE小組對該恆星進行觀測期間，透過重力透鏡，發現有一顆行星繞著它公轉，這顆行星的質量約為地球的五倍，距離恆星約為2.6天文單位。該發現於2006年1月26日對外公佈。

## 行星
OGLE-2005-BLG-390L目前已知有一顆行星，此行星編號為OGLE-05-390Lb，是迄今發現體積最小，環繞主序星旋轉的太陽系外類地行星。此行星可能有岩石結構，在2006年1月25日研究顯示，預估該行星質量大約為5倍地球質量，行星軌道半徑大約2.6AU，其餘軌道參數目前均一無所知。由於行星質量較低，科學家估計表面溫度大約是50K，並推測其類似於冥王星與天王星之類由冰組成的行星，而不是像木星之類由氣體組成的。
| 成員 (依恆星距離) | 质量     | 半長軸 (AU) | 轨道周期 (天) | 離心率 | 傾角 | 半径 |
| ----------------- | -------- | ----------- | ------------- | ------ | ---- | ---- |
| b                 | 0.018 MJ | 2.6         | ~3500         | —      | —    | —    |

## 外部連結
- . OGLE.   [2022-04-16]. （原始内容存档于2019-04-15）.
- Than, Ker. . Space.com. 2006-01-25  [2019-09-17]. （原始内容存档于2022-04-16） （英语）.
- . Exoplanets.   [2009-04-30]. （原始内容存档于2016-03-03） （英语）.